# Portkläpparna
Portkläpparna är öar i Finland. De ligger i Skärgårdshavet och i kommunen Pargas i landskapet Egentliga Finland, i den sydvästra delen av landet. Öarna ligger omkring 67 kilometer sydväst om Åbo och omkring 190 kilometer väster om Helsingfors. Portkläpparna ligger 8 meter över havet.
Arean för den av öarna koordinaterna pekar på är 0,8 hektar och dess största längd är 180 meter i öst-västlig riktning. Det finns inga samhällen i närheten.